# Bartłomiej Żynel
Bartłomiej Żynel (* 9. August 1998 in Białystok) ist ein polnischer Fußballtorwart.

## Karriere
Żynel begann seine Karriere in seiner Heimatstadt bei Jagiellonia Białystok. 2014 wechselte er nach Österreich in die Akademie des FC Red Bull Salzburg. Zur Saison 2015/16 rückte der Pole in den Kader des Farmteams FC Liefering auf. Im Juli 2015 stand er erstmals im Kader in der zweiten Liga.
Mit der U-19 der „Bullen“ nahm er 2016/17 an der UEFA Youth League teil und konnte das Turnier mit dem Team sogar gewinnen. Im Mai 2017 debütierte Żynel in der zweiten Liga, als er am 35. Spieltag der Saison 2016/17 gegen die WSG Wattens in der Startelf stand.
Im August 2017 stand er schließlich zum ersten Mal im Kader des FC Red Bull Salzburg.
Zur Saison 2018/19 wechselte er zurück nach Polen zu Wisła Płock, wo er einen bis Juni 2021 laufenden Vertrag erhielt. Sein Debüt in der Ekstraklasa gab er im September 2018 am zehnten Spieltag jener Saison gegen Lechia Gdańsk. In jenem Spiel, das Płock mit 1:0 gewann, blieb Żynel ohne Gegentreffer. In Płock konnte er sich nie durchsetzen und er absolvierte in drei Spielzeiten insgesamt nur neun Partien in der höchsten Spielklasse. Nach der Saison 2020/21 verließ er das Team. Im September 2021 wechselte er dann zum Viertligisten Stolem Gniewino, für den er 22 Spiele in der 3. Liga.
Zur Saison 2022/23 wechselte er zum Erstligisten Jagiellonia Białystok, bei dem er in seiner Jugend bereits aktiv gewesen war, bei dem er primär für die viertklassige Reserve zum Einsatz kommen sollte.

## Erfolge
- Österreichischer Meister: 2018
- UEFA Youth League: 2017